# Michael Shaw, Baron Shaw of Northstead
Michael Shaw, Baron Shaw of Northstead (n. 9 octombrie 1920, Leeds, Anglia, Regatul Unit al Marii Britanii și Irlandei – d. 8 ianuarie 2021) a fost un politician britanic, membru al Parlamentului European în perioada 1973-1979 din partea Regatului Unit.